# Massány Ernő
Massányi Massány Ernő, Massany Ernő Péter János Konrád (Kispalugya, 1878. november 26. – Budapest, 1946. június 30.) meteorológus, légügyi szakértő, csillagász.

## Élete
Massány György és Rády Zsófia fia. A budapesti egyetemen szerzett tanári oklevelet. Ógyallán a csillagvizsgáló intézetben dolgozott, majd 1902-től a Magyar Királyi Országos Meteorológiai Intézet munkatársa lett. Jelentős szerepe volt a műszeres meteorológiai léggömbök magyarországi felbocsátásának megszervezésében. 1917-ben nyugdíjba ment és ekkor átvette az albertfalvai repülőgépgyár igazgatását.
1927-től újból a Meteorológiai Intézet prognózisosztályának a vezetője. 1943-ban igazgató helyettesi címmel vonult nyugdíjba.
Részt vett 1910-ben a Magyar Aero Club, 1911-ben a Magyar Géprepülők Szövetségének (Magyar Aero Szövetség) alapításában. Később utóbbinak ügyvezető igazgatója volt. Tagja volt az aviatikai Commission Permanente Internationalenak.
Szerkesztette 1911-ben a Magyar Automobil és Avitikai Szemlét, 1913-1917 között pedig az Aero lapot. Az ógyallai asztrofizikai obszervatóriumban Jupiter - észleléseket készített, és a felhősávok periodikus változásait tanulmányozta, illetve üstökös megfigyeléseket is végzett. Értékes tudománynépszerűsítő munkát is folytatott.
1905. november 4-én Budapesten, a Józsefvárosban házasságot kötött a nála hat évvel fiatalabb Vállas Ilona Jozefával. Később Gálly Kamillát vette feleségül.
Halálát szívizomelfajulás okozta. A Farkasréti temetőben nyugszik.

## Művei
- 1903 Csillaghullás. Időjárás 1903/11.
- 1904 Adalékok a Jupiter megfigyelésének történetéhez. Budapest.
- 1908 A felsőbb légrétegek meteorológiai viszonyainak kutatása. Budapest.
- 1909 A Halley üstökös. Budapest.
- 1927 Pontos idő jelzése rádió útján. Stella 1927/2.